# PGA Tour 2018
El PGA Tour 2018  es la edición número 103 de la PGA Tour, y la 51.ª desde la separación de la PGA de América. La temporada comenzó el 5 de octubre de 2017.

## Calendario
En la siguiente tabla se enumeran los eventos oficiales para 2017-18
| Fecha            | Torneo                                         | Lugar                | Ganador                               | OWGR puntos | Premio ($) | Premio al ganador ($) | Notas                                    |
| ---------------- | ---------------------------------------------- | -------------------- | ------------------------------------- | ----------- | ---------- | --------------------- | ---------------------------------------- |
| 8 de octubre     | Safeway Open                                   | California           | Brendan Steele (3)                    | 26          | 6,200,000  | 1,116,000             |                                          |
| 15 de octubre    | CIMB Classic                                   | Malaysia             | Pat Perez (3)                         | 48          | 7,000,000  | 1,260,000             | Co-sancionado con el Asian Tour          |
| 22 de octubre    | CJ Cup                                         | Coreo del Sur        | Justin Thomas (7)                     | 50          | 9,250,000  | 1,665,000             | Torneo nuevo                             |
| 29 de octubre    | WGC-HSBC Champions                             | China                | Justin Rose (8)                       | 64          | 9,750,000  | 1,660,000             | Campeonato Mundial de Golf               |
| 29 de octubre    | Sanderson Farms Championship                   | Misisipi             | Ryan Armour (1)                       | 24          | 4,300,000  | 774,000               | Evento alternativo                       |
| 5 de noviembre   | Shriners Hospitals for Children Open           | Nevada               | Patrick Cantlay (1)                   | 30          | 6,800,000  | 1,224,000             |                                          |
| 12 de noviembre  | OHL Classic at Mayakoba                        | México               | Patton Kizzire (1)                    | 32          | 7,100,000  | 1,278,000             |                                          |
| 19 de noviembre  | RSM Classic                                    | Georgia              | Austin Cook (1)                       | 30          | 6,200,000  | 1,116,000             |                                          |
| 7 de enero       | Sentry Tournament of Champions                 | Hawái                | Dustin Johnson (17)                   | 56          | 6,300,000  | 1,134,000             | Los ganadores de sólo evento             |
| 14 de enero      | Sony Open in Hawaii                            | Hawái                | Patton Kizzire (2)                    | 48          | 6,200,000  | 1,116,000             |                                          |
| 21 de enero      | CareerBuilder Challenge                        | California           | Jon Rahm                              | 40          | 5,900,000  | 1,062,000             |                                          |
| 28 de enero      | Farmers Insurance Open                         | California           | Jason Day (11)                        | 54          | 6,900,000  | 1,242,000             |                                          |
| 4 de febrero     | Phoenix Open                                   | Arizona              | Gary Woodland (3)                     | 60          | 6,900,000  | 1,242,000             |                                          |
| 11 de febrero    | AT&T Pebble Beach Pro-Am                       | California           | Ted Potter Jr. (2)                    | 54          | 7,400,000  | 1,332,000             |                                          |
| 18 de febrero    | Genesis Open                                   | California           | Bubba Watson (10)                     | 62          | 7,200,000  | 1,296,000             |                                          |
| 25 de febrero    | Honda Classic                                  | Florida              | Justin Thomas (8)                     | 52          | 6,600,000  | 1,188,000             |                                          |
| 4 de marzo       | WGC-Mexico Championship                        | México               | Phil Mickelson (43)                   | 72          | 10,000,000 | 1,800,000             | Campeonato Mundial de Golf               |
| 11 de marzo      | Valspar Championship                           | Florida              | Paul Casey (2)                        | 52          | 6,500,000  | 1,170,000             |                                          |
| 18 de marzo      | Arnold Palmer Invitational                     | Florida              | Rory McIlroy (14)                     | 58          | 8,900,000  | 1,602,000             | Invitational                             |
| 25 de marzo      | WGC-Dell Technologies Match Play               | Texas                | Bubba Watson (11)                     | 74          | 10,000,000 | 1,800,000             | Campeonato Mundial de Golf               |
| 25 de marzo      | Corales Puntacana Resort and Club Championship | República Dominicana | Brice Garnett (1)                     | 24          | 3,000,000  | 540,000               | Nuevo en la PGA Tour Eevento alternativo |
| 1 de abril       | Houston Open                                   | Texas                | Ian Poulter (3)                       | 48          | 7,000,000  | 1,260,000             |                                          |
| 8 de abril       | Masters de Augusta (2018)                      | Georgia              | Patrick Reed (6)                      | 100         | 11,000,000 | 1,980,000             | Torneo majors                            |
| 15 de abril      | Heritage                                       | Carolina del Sur     | Satoshi Kodaira (1)                   | 52          | 6,700,000  | 1,206,000             | Invitational                             |
| 22 de abril      | Valero Texas Open                              | Texas                | Andrew Landry (1)                     | 40          | 6,200,000  | 1,116,000             |                                          |
| 29 de abril      | Zurich Classic of New Orleans                  | Louisiana            | Billy Horschel (5) & Scott Piercy (4) | n/a         | 7,200,000  | 1,036,800 (cada uno)  | Evento por equipo                        |
| 6 de mayo        | Wells Fargo Championship                       | Carolina del norte   | Jason Day (12)                        | 60          | 7,700,000  | 1,386,000             |                                          |
| 13 de mayo       | The Players Championship                       | Florida              | Webb Simpson (5)                      | 80          | 10,500,000 | 1,890,000             | Evento insignia                          |
| 20 de mayo       | AT&T Byron Nelson                              | Texas                | Aaron Wise (1)                        | 34          | 7,700,000  | 1,386,000             |                                          |
| 27 de mayo       | Fort Worth Invitational                        | Texas                | Justin Rose (9)                       | 56          | 7,100,000  | 1,278,000             | Invitational                             |
| 3 de junio       | Memorial Tournament                            | Ohio                 | Bryson DeChambeau (2)                 | 70          | 8,900,000  | 1,602,000             | Invitational                             |
| 10 de junio      | FedEx St. Jude Classic                         | Tennessee            | Dustin Johnson (18)                   | 36          | 6,600,000  | 1,080,000             |                                          |
| 17 de junio      | U.S. Open                                      | Nueva York           | Brooks Koepka (3)                     | 100         | 12,000,000 | 2,160,000             | Torneo majors                            |
| 24 de junio      | Travelers Championship                         | Connecticut          | Bubba Watson (12)                     | 58          | 7,000,000  | 1,260,000             |                                          |
| 1 de julio       | The National                                   |                      | Francesco Molinari (1)                | 34          | 7,100,000  | 1,278,000             | Invitational                             |
| 8 de julio       | Greenbrier Classic                             | West Virginia        | Kevin Na (2)                          | 34          | 7,300,000  | 1,314,000             |                                          |
| 15 de julio      | John Deere Classic                             | Illinois             | Michael Kim (1)                       | 24          | 5,800,000  | 1,044,000             |                                          |
| 22 de julio      | The Open Championship                          | Escocia              | Francesco Molinari (2)                | 100         | 10,250,000 | 1,845,000             | Torneo majors                            |
| 22 de julio      | Barbasol Championship                          | Kentucky             | Troy Merritt (2)                      | 24          | 3,500,000  | 630,000               | Alternate event                          |
| 29 de julio      | RBC Canadian Open                              | Ontario              | Dustin Johnson (19)                   | 46          | 6,200,000  | 1,116,000             |                                          |
| 5 de agosto      | WGC-Bridgestone Invitational                   | Ohio                 | Justin Thomas (9)                     | 74          | 10,000,000 | 1,800,000             | Campeonato Mundial de Golf               |
| 5 de agosto      | Barracuda Championship                         | Nevada               | Andrew Putnam (1)                     | 24          | 3,400,000  | 612,000               | Alternate event                          |
| 12 de agosto     | Campeonato de la PGA                           | Missouri             | Brooks Koepka (4)                     | 100         | 10,500,000 | 1,890,000             | Torneo majors                            |
| 19 de agosto     | Wyndham Championship                           | Carolina del Norte   | Brandt Snedeker (9)                   | 34          | 6,000,000  | 1,080,000             |                                          |
| 26 de agosto     | The Northern Trust                             | New Jersey           | Bryson DeChambeau (3)                 | 76          | 9,000,000  | 1,620,000             | FedEx Cup Playoffs                       |
| 3 de septiembre  | Dell Technologies Championship                 | Massachusetts        | Bryson DeChambeau (4)                 | 76          | 9,000,000  | 1,620,000             | FedEx Cup Playoffs                       |
| 9 de septiembre  | BMW Championship                               | Pennsylvania         | Keegan Bradley (4)                    | 72          | 9,000,000  | 1,620,000             | FedEx Cup Playoffs                       |
| 23 de septiembre | Tour Championship                              | Georgia              | Tiger Woods (80)                      | 62          | 9,000,000  | 1,620,000             | FedEx Cup Playoffs                       |

### Evento no oficiales
Los siguientes eventos no llevan puntos de la FedEx Cup o dinero oficial.
| Fecha            | Torneo                     | Lugar        | Ganador(es)                                      | OWGR puntos | Premio ($) | Premio al ganador($) | Notas                          |
| ---------------- | -------------------------- | ------------ | ------------------------------------------------ | ----------- | ---------- | -------------------- | ------------------------------ |
| 3 de diciembre   | Hero World Challenge       | Bahamas      | Rickie Fowler                                    | 48          | 3,500,000  | 1,000,000            | 18 jugadores en el campo       |
| 10 de diciembre  | QBE Shootout               | Florida      | Sean O'Hair & Steve Stricker                     | n/a         | 3,300,000  | 410,000 (cada uno)   | 12 equipos de dos jugadores    |
| 4 de marzo       | Puerto Rico Open           | Puerto Rico  | Cheyenne Woods & George McNeill                  | n/a         | 3,000,000  | 540,000              | Evento por equipo              |
| 19 de junio      | CVS Health Charity Classic | Rhode Island | Billy Andrade, Keegan Bradley & Brooke Henderson | n/a         |            | (cada uno)           | Seis equipos de tres jugadores |
| 30 de septiembre | Ryder Cup (2018)           | Francia      | Bandera de ?                                     | n/a         | n/a        | n/a                  | Dos equipos de 12 hombres      |